# Aeroporto Internacional de Foz do Iguaçu
Luchthaven Foz do Iguaçu/Cataratas International is de luchthaven van Foz do Iguaçu, Brazilië. Het is vernoemd naar de watervallen van de Iguaçu en wordt uitgebaat door Infraero.

## Ongelukken en incidenten
- 18 augustus 2000: een Boeing 737-2A1 van VASP met registratie PP-SMG onderweg van Foz do Iguaçu naar Curitiba-Afonso Pena werd gekaapt door 5 personen die als doel hadden BRL 5 miljoen (circa USD 2,75 miljoen) die het vliegtuig vervoerde te stelen. De piloot werd gedwongen te landen op Porecatu, alwaar de kapers vluchtten met het geld. Er waren geen gewonden.[1][2]

## Bereikbaarheid
De luchthaven bevindt zich op 12 kilometer van het centrum van Foz do Iguaçu.